# St. Nikolaus (Saulengrain)

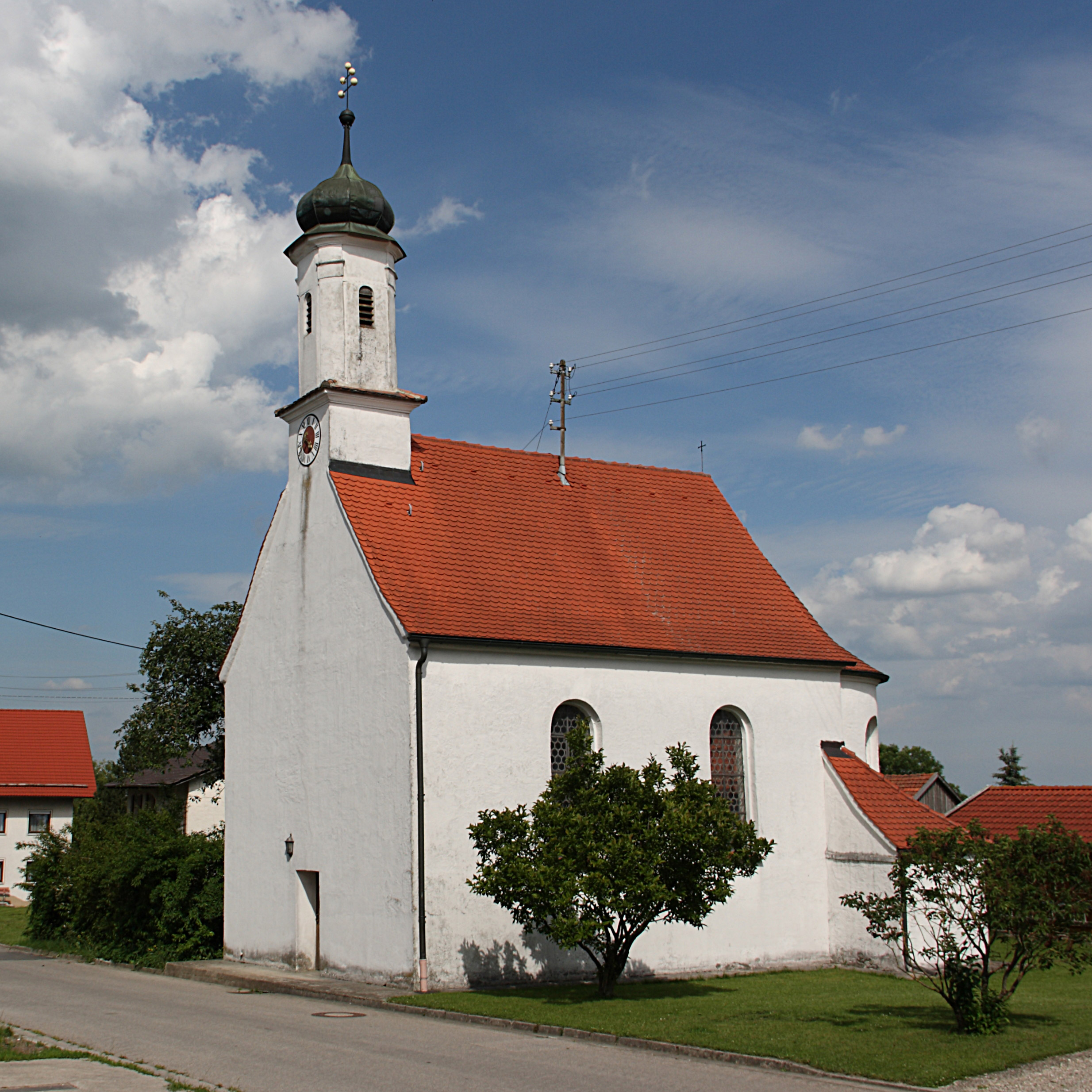
Saulengrain St.-Nikolaus NW

Die römisch-katholische Filialkapelle St. Nikolaus in Saulengrain, einem Ortsteil der Gemeinde Apfeltrach im Landkreis Unterallgäu (Bayern), wurde in der Mitte des 18. Jahrhunderts erbaut und steht unter Denkmalschutz.

## Geschichte
Die Kirche St. Nikolaus, als einheitlicher Bau in der Mitte des 18. Jahrhunderts errichtet, war in der Vergangenheit Ziel einer Wallfahrt. Die Wallfahrt fand zu Ehren eines Marienbildes statt. Ursprünglich befand sich das Bildnis in einer Kapelle am Weg Richtung Köngetried auf dem Kapellenberg, die im Jahr 1813 abgebrochen wurde. Nach dem Abbruch der Kapelle wurde das Bildnis, eine Holzstatuette der Muttergottes, in einem Birnbaum aufgestellt. Anlässlich der Renovierung der St.-Nikolaus-Kapelle in den 1870er Jahren wurden das Bild sowie das umgebende Baumstück in den linken Seitenaltar überführt und dort aufgestellt.

## Baubeschreibung
Das Kirchengebäude befindet sich in der Mitte des Ortes und ist nach Südosten ausgerichtet. Das Langhaus besitzt zwei Achsen mit Rundbogenfenstern und Spiegeldecke. Die Voute der Spiegeldecke schließen dünne Profilgesimse ein. An das Langhaus schließt sich, durch einen nicht einspringenden halbrunden Chorbogen, der Chor an. Dieser, gestelzte halbrunde Chor, enthält zwei Rundbogenfenster und wie das Langhaus eine Spiegeldecke über dünnem Profilgesims.
Außen an der Kapelle befindet sich ein profiliertes Traufgesims. Das Langhaus ist mit einem Satteldach gedeckt, der Chor mit einem kegelförmigen abgerundeten Dach. Oberhalb des Nordgiebels ist ein Dachreiter auf einem quadratischen Sockel mit Profilgesims vorhanden. Die Ecken des Dachreiters sind im oberen Bereich abgeschrägt und die Ecken mit Lisenen besetzt. Rundbogenöffnungen sind in die Hauptseiten des Dachreiters eingelassen. Gedeckt ist er mit einer Zwiebelhaube aus Blech. Die niedrige Sakristei ist an der südwestlichen Langhausecke am Chor angebaut. Sie besitzt ein Rechteckfenster und ist mit einem Walmdach gedeckt.

## Ausstattung
In der Kapelle befinden sich drei Altäre aus der Mitte des 18. Jahrhunderts. Diese sind allesamt aus Holz gefertigt und rötlich, sowie graugrün marmoriert und mit Golddekor verziert. Der Hauptaltar mit einem sarkophagförmigen Stipes ist in seinem Aufbau leicht konkav. Eine Drehtabernakelnische ist in der Mitte zwischen den vortretenden Sockeln vorhanden. Beidseitig befinden sich kleine rundbogig geschlossene Reliquienschreine mit Büsten von Jesus Christus und Maria. Das rundbogige Altarbild von Michael Stückle stellt den heiligen Nikolaus dar und stammt aus der Zeit um 1870. Flankiert wird dieses von mit Pilastern besetzten Pfeilern. Darüber ist ein flach geschweiftes und verkröpftes Gebälk angebracht. Der Auszug ist breit geschweift und mit je zwei Voluten begrenzt. Im Auszug befinden sich eine Figurengruppe der Dreifaltigkeit, sowie sechs Putten.
Die beiden Seitenaltäre sind schräg in den beiden Langhausecken aufgestellt und besitzen wie der Hauptaltar sarkophagförmige Stipites mit leicht konkavem Aufbau. Die Mitte ist jeweils ein oben und unten geschweifter Rahmen vorhanden. Im linken Seitenaltar ist hinter einer vergitterten Nische das Gnadenbild, die gefasste Holzstatuette der Muttergottes aus der ersten Hälfte des 18. Jahrhunderts samt Birnbaumrinde, aufgestellt. Am rechten Seitenaltar ist ein Bild mit der Darstellung des Todes des heiligen Franz Xaver wohl aus dem 18. Jahrhundert zu sehen. Das Gemälde ist auf der Rückseite mit Bammert Pfaffenhausen 1853 bezeichnet. Die Bezeichnung dürfte von einer damaligen Restaurierung stammen, da es durch einen Brand zuvor beschädigt wurde. Die Seitenaltäre werden jeweils mit korinthischen Pilastern und Säulen mit verkröpftem Gebälk flankiert. Oberhalb im Auszug befindet sich links das Herz Mariä und rechts das Herz Jesu in einem Wolkenring mit Strahlenglorie.
Das aus Nadelholz gefertigte Gestühl stammt aus der Zeit um 1690/1700. Die Wangen mit Akanthusschnitzerei sind geschweift und aus Eichenholz geschaffen. Die gefassten Holzfiguren des heiligen Ulrich und eines Kruzifixes stammen aus der Mitte des 18. Jahrhunderts.